# 黒の線刻画
『黒の線刻画』（くろのせんこくが）は、松本清張の小説シリーズ。『日本経済新聞』1975年3月9日付 - 1977年4月6日付に連載された。

## 概要
- 『網』（『日本経済新聞』・1975年3月9日付 - 1976年3月17日付）
- 『渦』（『日本経済新聞』・1976年3月18日付 - 1977年1月8日付）
- 『馬を売る女』（『日本経済新聞』・1977年1月9日付 - 1977年4月6日付、連載時のタイトルは『利』）

シリーズ開始にあたり作者は「線刻画は原始時代の絵画である。（中略）要するに原始時代人の落書で、当時、興味をもったものを対象にした写生である。現代も人間模様の上では、原始性が残っている。これを眼についたままに写そうと思う。（後略）」と記している。